# BahnTower
La BahnTower est  une tour de bureaux  à Berlin. Située sur la Potsdamer Platz, elle héberge le siège de la Deutsche Bahn. Conçue par l'architecte américain Helmut Jahn, elle a été construite en 1998-1999. Le bâtiment, construit en verre et en acier mesure 103 mètres de haut et compte 26 étages. C'est le bâtiment situé le plus à l'est de la zone dite Sony Center. La Deutsche Bahn avait initialement prévu de déménager dans un nouveau siège social installé à proximité de la Berlin Hauptbahnhof en 2010, à la fin du bail de la tour. Ce projet semble avoir été abandonné, la DB  prolongeant son contrat de location d'au moins trois ans.

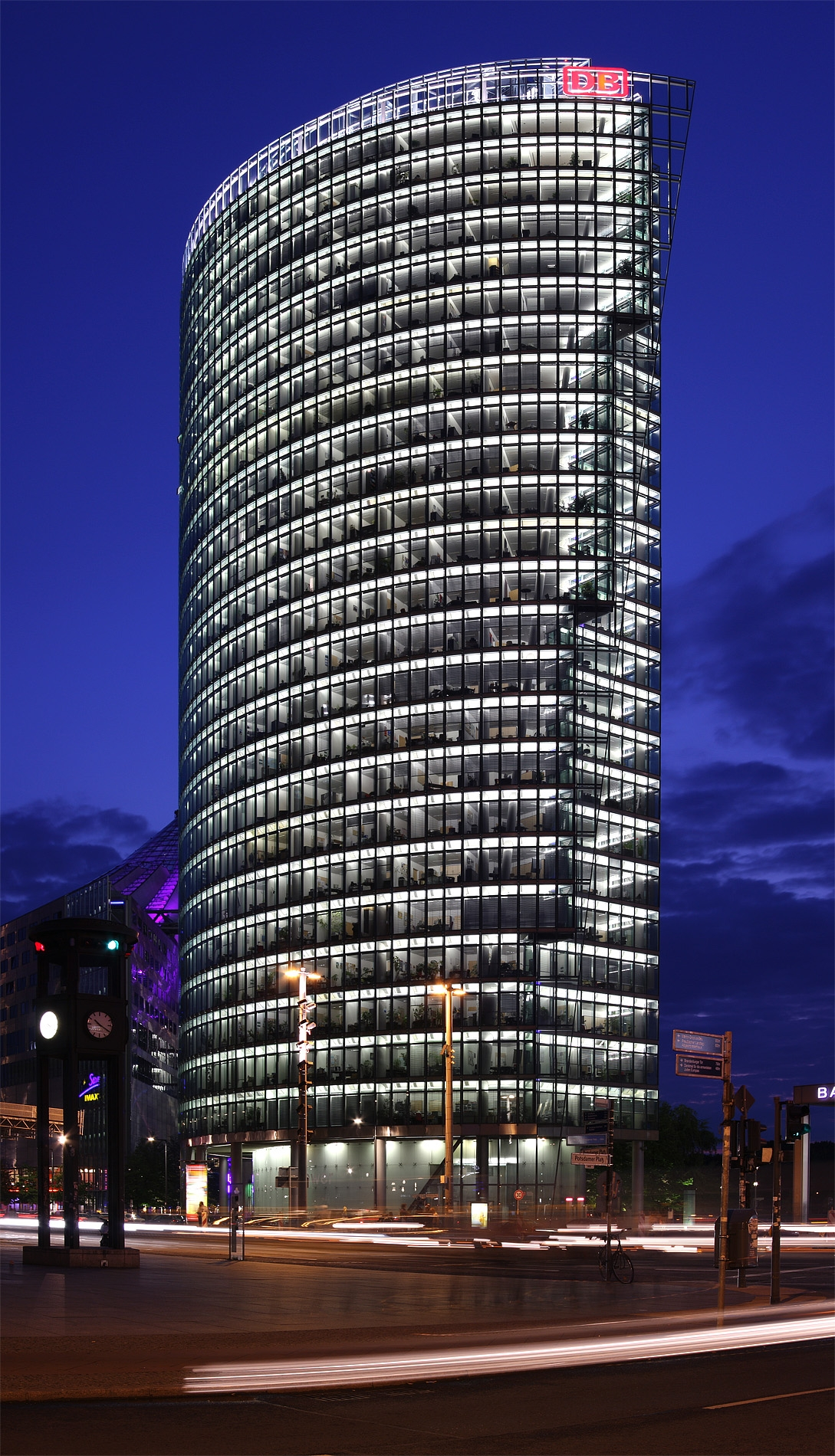
La BahnTower de nuit.